# Ilha Howard
A Ilha Howard é uma ilha no Mar de Arafura, no Território do Norte, na Austrália. Pertence à região de East Arnhem. As únicas habitações do local são duas outstations: Nikawu, na ponta norte da ilha, e Langarra, o povoamento principal, na costa norte do lado oeste da ilha.
A Ilha Howard tem 39 km de comprimento e um máximo de 10 km de largura. A área da ilha é de 280,3 km². Está separada do continente por um longo e estreito canal marítimo, que em alguns locais chega a ter apenas 70 metros de comprimento. A 1600 metros a nordeste da Ilha Howard está localizada a Ilha Elcho; e a 1400 metros a sudoeste, a Ilha Banyan.